# TORU
TORU (russisch Телеоператорный Режим Управления, englisch Telerobotically Operated Rendezvous Unit für Teleoperator Betriebs-Kontrolle) ist ein System zur manuellen Navigation und Steuerung bei der Ankopplung russischer Sojus- und Progress-Raumschiffe an Raumstationen bei Abständen unter 6–8 km. Es diente und dient als Backup zum automatischen, radargestützten Annäherungssystem Kurs auf den Raumstationen Mir und ISS.

## Aufbau und Funktion
TORU setzt sich aus drei Kontrollpanelen, einem Monitor sowie zwei Joysticks zusammen:
- Sensorboard: Schaltbilder und Statusleuchten zur Überwachung verschiedener Stationssysteme
- PU PBS: Hauptpanele zur Steuerung der Station
- PVK: Knöpfe, Leuchten und Displays zur Durchführung von notwendigen Berechnungen
- Display: Visuelle Darstellung von Livedaten, wie zum Beispiel Geschwindigkeit und Position, sowie Videodaten des gesteuerten Raumschiffs
- Joystick links: Steuerung der Translation (Raumschiffbewegung)
- Joystick rechts: Steuerung der Rotation (Raumschiffausrichtung)

Des Weiteren lassen sich mechanische Geräusche des Raumschiffs, als zusätzliche indirekte Informationsquelle beim Dockingprozess, übertragen.
Die Datenübertragung zwischen Raumstation und Raumschiff erfolgt über UKW-Funk.

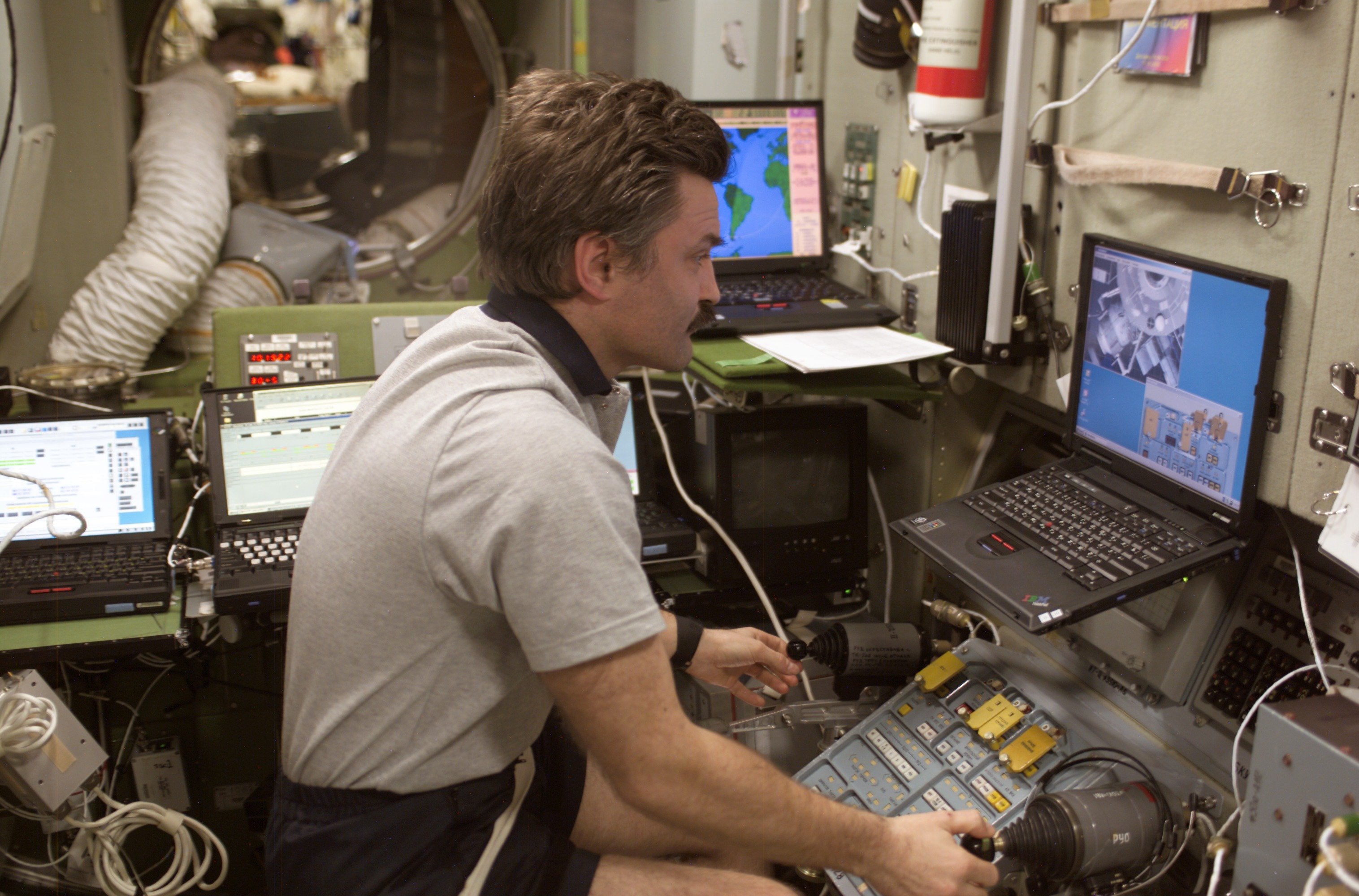
Alexander Kaleri am TORU in Swesda bei Vorbereitungen zum Docking von Progress M1-11
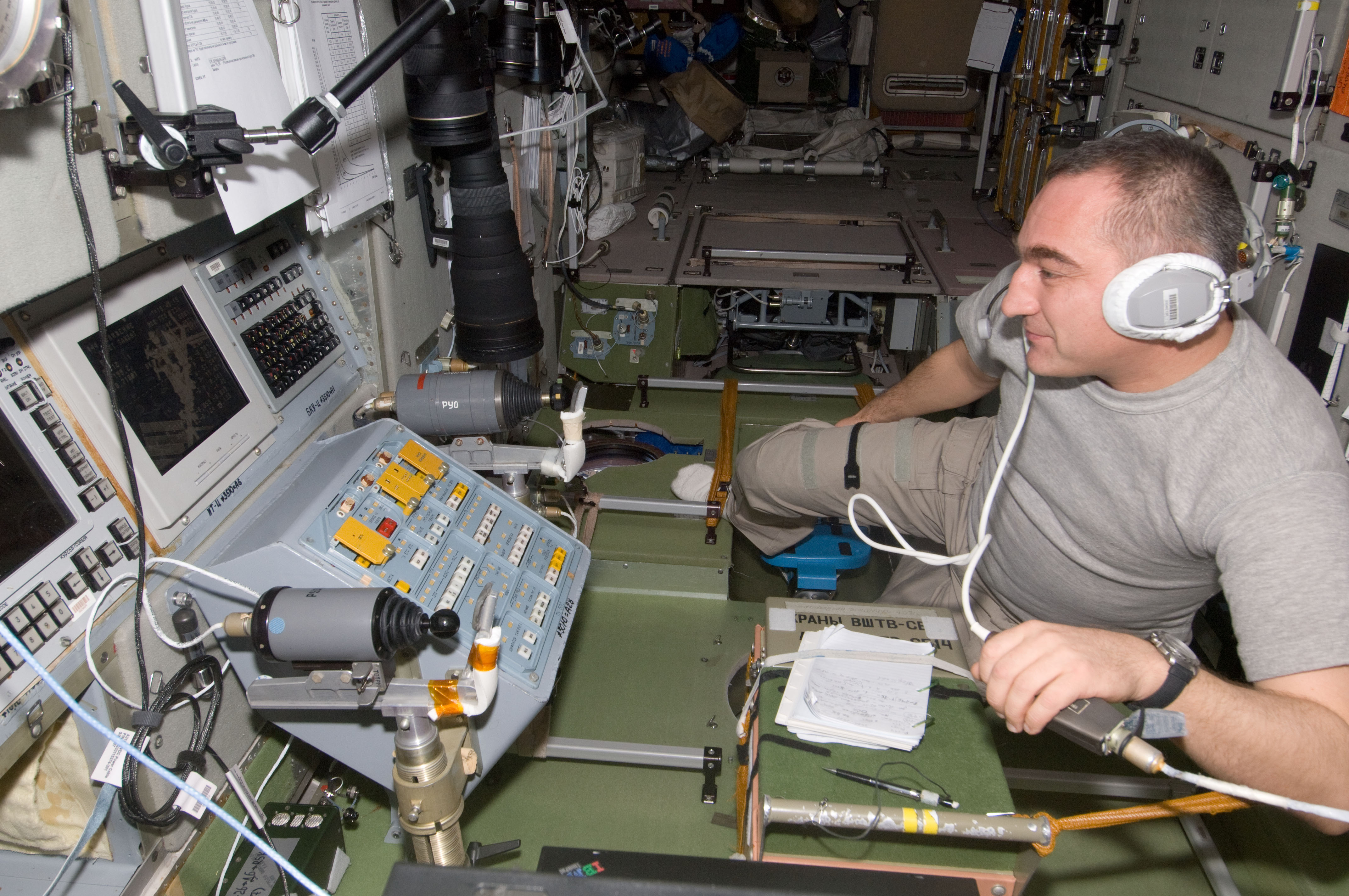
Alexander Skworzow am TORU in Swesda beim Dockingvorgang von Progress M-06M
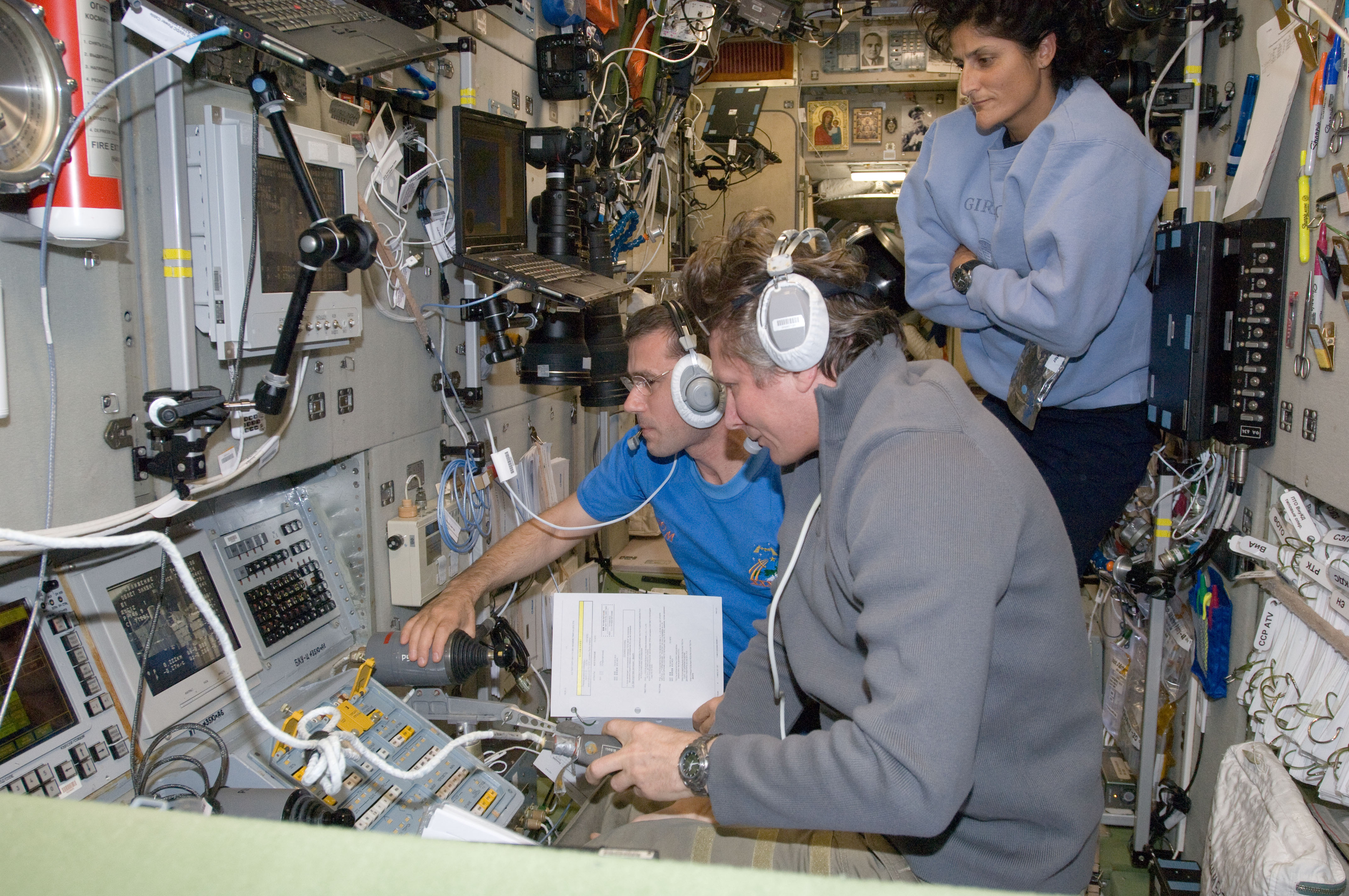
Gennady Padalka, Yuri Malenchenko und Sunita Williams am TORU in Swesda bei einem Dockingvorgang von Progress M-15M

## Geschichte
Der erste Test von TORU im Orbit, im Abstand von 200 m von der Mir ohne Andocken, fand am 6. Februar 1993 im Rahmen von Progress M-15 statt.
Am 2. September konnte mit Hilfe des Systems nach zwei erfolglosen automatischen Andockversuchen von Progress M-24 erfolgreich manuell an der Mir angedockt werden.

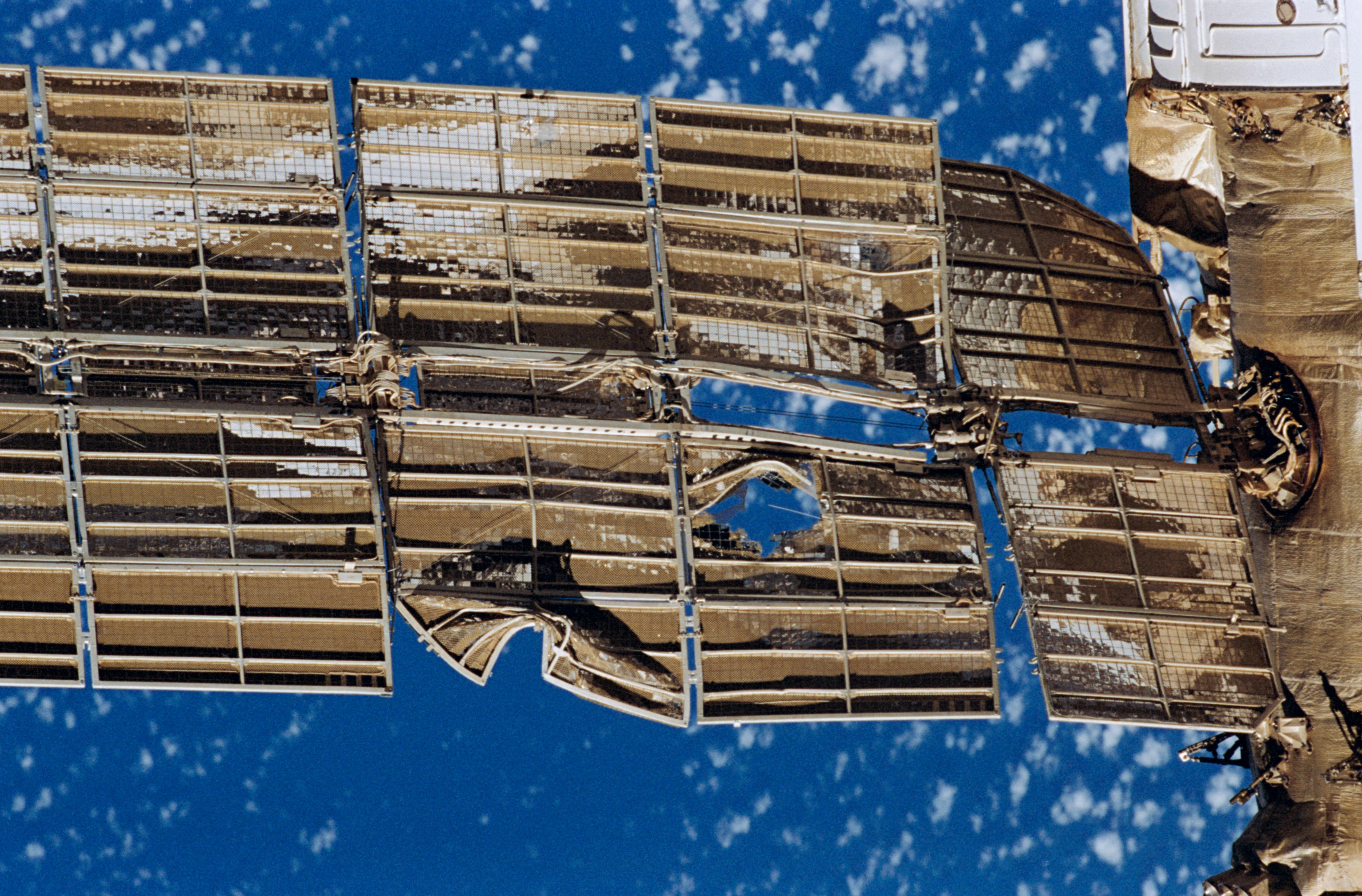
Das beschädigte Solarmodul von Spektre nach der Kollision mit Progress M-34

Größeren Bekanntheitsgrad erlangte TORU im Rahmen eines Zwischenfalls auf der Raumstation Mir am 24. Juni 1997. Bei Vorbereitungen zu Dockingtests kollidierte der, mit TORU manuell gesteuerte, unbemannte Raumtransporter Progress M-34 mit dem Spektr-Modul, was zu Beschädigungen an dessen Hülle und Solarpanele führte. Progress M-34 konnte von der Station manövriert werden und wurde am 2. Juli beim kontrollierten Wiedereintritt in die Erdatmosphäre zerstört.
Bereits bei der folgenden Versorgungsmission Progress M-35 ermöglichte das System, trotz des Ausfalls eines Mir-Bordcomputers, ein erfolgreiches Andocken.
Bis heute wurde das System bei einer Vielzahl weiterer Missionen (Progress M-53, Progress M-67, Progress M1-4, ...), auch auf der ISS, eingesetzt.